# Vyšné Nemecké
Vyšné Nemecké (maď. Felsőnémeti, ukr. Вишнє Німецьке, rusínsky Вышнє Нїмецьке) je obec na východě Slovenska. Nachází se v Košickém kraji, v okrese Sobrance. Obec má rozlohu 4,63 km² a leží v nadmořské výšce 124 m. V roce 2011 v obci žilo 247 obyvatel. První písemná zmínka o obci pochází z roku 1372. Dříve obec patřila do Užské župy. Dnes leží na hranici s Ukrajinou jen několik km od Užhorodu, je zde hlavní silniční hraniční přechod mezi Slovenskem a Ukrajinou.

## Polohopis
Obec sousedí na Slovensku s obcemi Nižné Nemecké a Krčava, na Ukrajině s administrativním centrem v Užhorodě v Zakarpatské oblasti. Leží na okraji Východoslovenské nížiny, na úpatí Vihorlatských vrchů. Obec leží od hlavního města Bratislavy 525 km, krajského města Košice 92,8 km a okresního města Sobrance 12,4 km.

## Doprava
Vyšné Nemecké leží na mezinárodní dálkové silnici Košice–Užhorod (evropská silnice E50 a E58). Zdejší hraniční přechod je jediný na celé slovensko-ukrajinské hranici, který je otevřen i pro kamionovou dopravu. V minulosti se jednalo o vůbec jediný silniční přechod mezi Československem a SSSR.